# يوم النسار
يوم النسار كان سبب ذلك اليوم أن بني تميم بن مر بن أد كانوا يأكلون عمومتهم ضبة بن أد وبني عبد مناة بن أد، فأصابت ضبة رهطا من تميم. فطلبتهم تميم فانزاحت جماعة الرباب، وهم تيم، وعدي، وثور أطحل، وعكل بنو عبد مناة بن أد وضبة بن أد، وإنما سموا الرباب لأنهم غمسوا أيديهم في الرب حين تحالفوا.

## الأطراف
في يوم النسار، وقعت المعركة نتيجة تحالف أسد وطيئ و غطفان ضد تميم و بني عامر.

## المعركة
فلحقت ببني أسد، وهم يومئذ حلفاء لبني ذبيان بن بغيض. فنادى صارخ بن ضبة : يا آل خندف ! فأصرختهم بنو أسد، وهو أول يوم تخندفت فيه ضبة واستمدوا حليفهم طيئا وغطفان، فكان رئيس أسد يوم النسار عوف بن عبد الله بن عامر بن جذيمة بن نصر بن قعين، وقيل : خالد بن نضلة، وكان رئيس الرباب الأسود بن المنذر أخو النعمان، وليس بصحيح، وكان على الجماعة كلهم حصن بن حذيفة بن بدر، وفيه يقول زهير بن أبي سلمى :
ومن مثل حصن في الحروب**ومثله لإنداد ضيم أو لأمر يحاوله    
إذا حل أحياء الأحاليف حوله**بذي نجب لجاته وصواهله
فلما بلغ بني تميم ذلك استمدوا بني عامر بن صعصعة، فأمدوهم. وكان حاجب بن زرارة على بني تميم، وكان عامر بن صعصعة جوابا، وهو لقب مالك بن كعب من بني أبي بكر بن كلاب، لأن بني جعفر كان جواب قد أخرجهم إلى بني الحارث بن كعب فحالفوهم، وقيل : كان رئيس عامر شريح بن مالك القشيري. وسار الجمعان فالتقوا بالنسار واقتتلوا، فصبرت عامر واستحر بهم القتل، وانفضت تميم فنجت ولم يصب منهم كثير، وقتل شريح القشيري رأس بني عامر، وقتل عبيد بن معاوية بن عبد الله بن كلاب وغيرهما، وأخذ عدة من أشراف نساء بني عامر، منهن سلمى بنت المخلف،والعنقاء بنت همام وغيرهما، فقالت سلمى  
تعير جوابا والطفيل:
لحى الإله أبا ليلى     بفرته يوم النسار وقنب العير جوابا
كيف الفخار وقد كانت بمعترك     يوم النسار بنو ذبيان أربابا
لم تمنعوا القوم إن أشلوا سوامكم     ولا النساء وكان القوم أحرابا
وقال رجل يعير  جوابا  والطفيل بفراره عن امرأتيه:
وفر عن ضرتيه وجه خارئة ومالك فر قنب العير جواب
والقنب : غلاف الذكر، وجواب لقب لأنه كان يجوب الآثار، واسمه مالك.
وقال بشر بن أبي خازم في هزيمة حاجب:
وأفلت حاجب جوب العوالي     على شقراء تلمع في السراب
ولو أدركن رأس بني تميم     عفرن الوجه منه بالتراب
وكان يوم النسار بعد يوم جبلة وقتل لقيط بن زرارة.